# Det Danske Petroleums Aktieselskab
Det Danske Petroleums Aktieselskab er en dansk virksomhedsfilm fra 1924.
Filmen handler om Det Danske Petroleums Aktieselskab (D.D.P.A.), der blev grundlagt i 1899. Den første petroleum kom til Danmark fra USA i 1861, og D.D.P.A., der var den første store aktør på markedet, kom til at spille en dominerende rolle som distributør af olieprodukter (herunder petroleum, brændsesolie og benzin) i Danmark. Selskabet skiftede i 1952 navn til Dansk Esso og i 1986 overgik det til Statoil A/S.

## Handling
Filmen giver et indblik i nogle af de arbejdsprocesser, der knytter sig til D.D.P.A.'s forskellige afdelinger - bl.a. ses et værksted for samling af benzinpumper, et flasketapperi for petroleum, et benzinanlæg, en benzinaftapningsanstalt, forskellige petroleumslagre og Skandinaviens største tankanlæg i Avernakke i Nyborg. Derudover viser filmen, hvad forbrugeren anvender olien til - f.eks. tanker en mand benzin til sin knallert på en udleveringsstation, og i de private hjem bliver olien brugt til lys og varme.